# Svarthuvad sammetsmonark
Svarthuvad sammetsmonark (Myiagra hebetior) är en fågel i familjen monarker inom ordningen tättingar.

## Utseende
Svarthuvade sammetsmonarken är en liten (15 cm) monark med tydligt skilda dräkter mellan könen. Hanen är helt igenom glänsande svart, medan honan är rostbrun ovan, vit under och med svart hjässa.

## Utbredning och systematik
Svarthuvade sammetsmonarken förekommer endast i ögruppen i St Matthiasöarna i Bismarckarkipelagen utanför Nya Guinea. Tidigare inkluderades gråhuvad sammetsmonark (M. cervinicolor) och sothuvad sammetsmonark (Myiagra eichhorni) i arten, då med det svenska trivialnamnet sammetsmonark, och vissa gör det fortfarande. Sedan 2016 urskiljer dock Birdlife International och naturvårdsunionen IUCN de tre som egna arter, sedan 2021 även tongivande International Ornithological Congress (IOC).

## Status
Svarthuvad sammetsmonark har ett litet bestånd som understiger 10 000 vuxna individer. Den är vidare i stort sett begränsad till gammelskog på en enda ö där omfattande skogsavverkningar pågår. Internationella naturvårdsunionen IUCN kategoriserar den som sårbar.